# Pierre Nicouleau
 (janvier 2021).
La mise en forme du texte ne suit pas les recommandations de Wikipédia : il faut le « wikifier ».
Les points d'amélioration suivants sont les cas les plus fréquents. Le détail des points à revoir est peut-être précisé sur la page de discussion.
- Les titres sont pré-formatés par le logiciel. Ils ne sont ni en capitales, ni en gras.
- Le texte ne doit pas être écrit en capitales (les noms de famille non plus), ni en gras, ni en italique, ni en « petit »…
- Le gras n'est utilisé que pour surligner le titre de l'article dans l'introduction, une seule fois.
- L'italique est rarement utilisé : mots en langue étrangère, titres d'œuvres, noms de bateaux, etc.
- Les citations ne sont pas en italique mais en corps de texte normal. Elles sont entourées par des guillemets français : « et ».
- Les listes à puces sont à éviter, des paragraphes rédigés étant largement préférés. Les tableaux sont à réserver à la présentation de données structurées (résultats, etc.).
- Les appels de note de bas de page (petits chiffres en exposant, introduits par l'outil «  Source ») sont à placer entre la fin de phrase et le point final[comme ça].
- Les liens internes (vers d'autres articles de Wikipédia) sont à choisir avec parcimonie. Créez des liens vers des articles approfondissant le sujet. Les termes génériques sans rapport avec le sujet sont à éviter, ainsi que les répétitions de liens vers un même terme.
- Les liens externes sont à placer uniquement dans une section « Liens externes », à la fin de l'article. Ces liens sont à choisir avec parcimonie suivant les règles définies. Si un lien sert de source à l'article, son insertion dans le texte est à faire par les notes de bas de page.
- La présentation des références doit suivre les conventions bibliographiques. Il est recommandé d'utiliser les modèles {{Ouvrage}}, {{Chapitre}}, {{Article}}, {{Lien web}} et/ou {{Bibliographie}}. Le mode d'édition visuel peut mettre en forme automatiquement les références.
- Insérer une infobox (cadre d'informations à droite) n'est pas obligatoire pour parachever la mise en page.

Pour une aide détaillée, merci de consulter Aide:Wikification.
Si vous pensez que ces points ont été résolus, vous pouvez retirer ce bandeau et améliorer la mise en forme d'un autre article.
Pierre Nicouleau est un sculpteur français.

## Œuvres monumentales
Les trois premières sculptures ci-dessous ont été réalisées en tôle d'acier inoxydable de 2 mm d'épaisseur pour l’habillage extérieur et les structures porteuses internes sont majoritairement en acier.

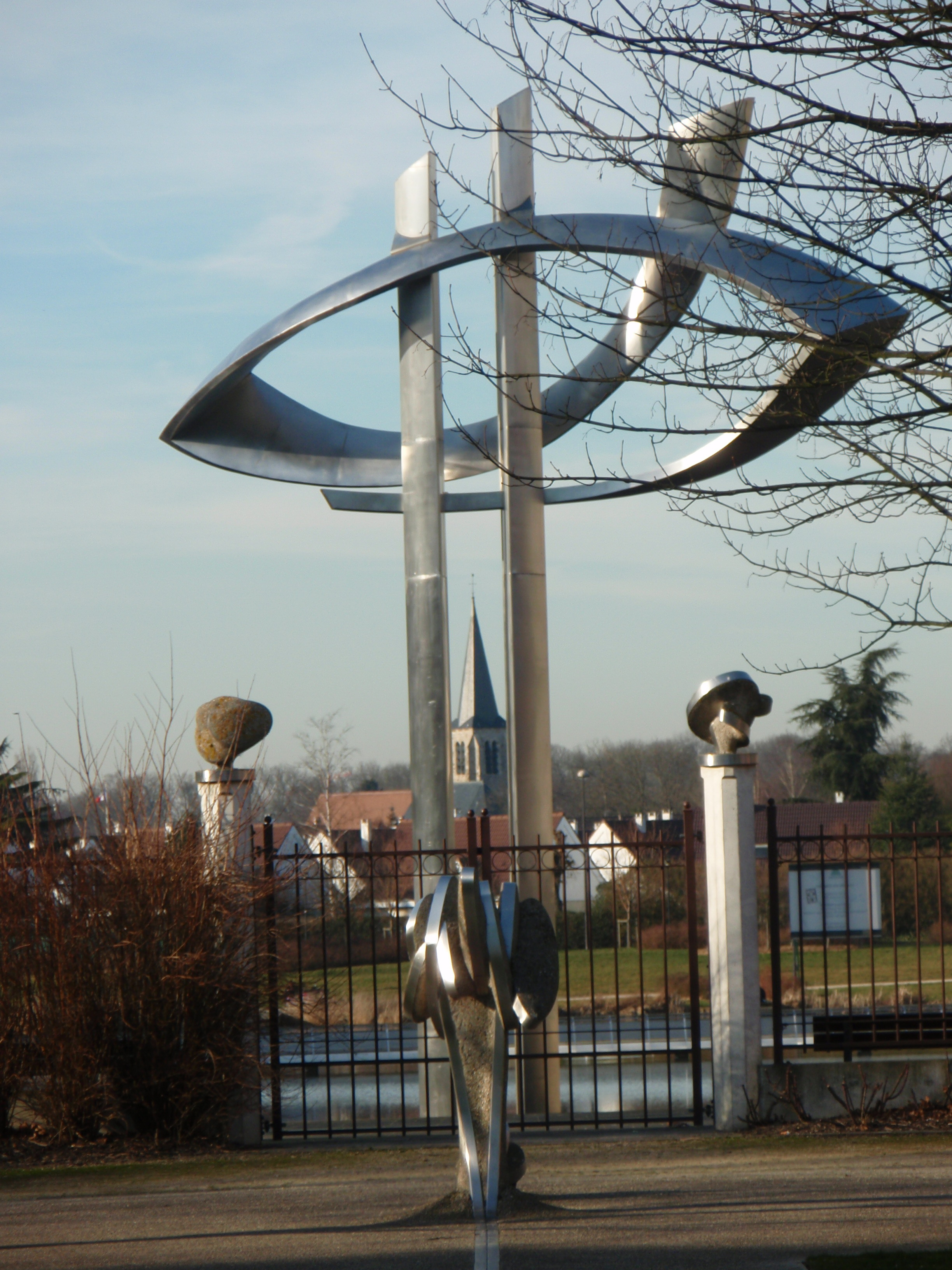
Guyancourt

- La Vague de lumière[1] sculpture initiée en 1996 à Guyancourt dans les Yvelines est située sur l'esplanade entre l'étang de Villaroy et le jardin des Gogottes de Philolaos. Elle se trouve sur l'axe visuel[2] reliant l'Église Saint-Victor de Guyancourt et la Ruche du Technocentre Renault. Elle a été débutée en 1998 par l'entreprise Ateliers d'Art Français 97 bis rue Molière à Ivry sur Seine, poursuivie à Bray et Lu en 2000 et terminée en 2001 à Neuilly sur Marne (Ateliers d'Art Français, devenant VM Zinc Ornements, une marque du groupe Umicore).
- La Courbe de vents[3] sculpture en inox marquant la voie d'honneur devant le PC de l'école des Pupilles de l'Air à Montbonnot-Saint-Martin (réalisée à la suite d'un concours). Dessinée en 1993, puis fabriquée par l'entreprise Ateliers d’Art Français à Ivry sur Seine.
- Le Dernier vol[4] monument aux morts[5] de l'aéronautique navale[6] à Hyères (photo de l'article du 27-12-1986[7]), fabriqué en 1986[8] dans l'atelier tôlerie de l'entreprise Asturienne Penamet située 10 rue Henri Gautier à Bobigny (fermée en 1987), par deux ouvriers et un apprenti chaudronniers[9]. L'inauguration de ce "monument érigé à la mémoire des disparus de l'aéronautique navale (au Levant)" a eu lieu le 11 décembre 1986 : la Marine dispose sous référence MV AL4 2 de 19 tirages couleur.Sète

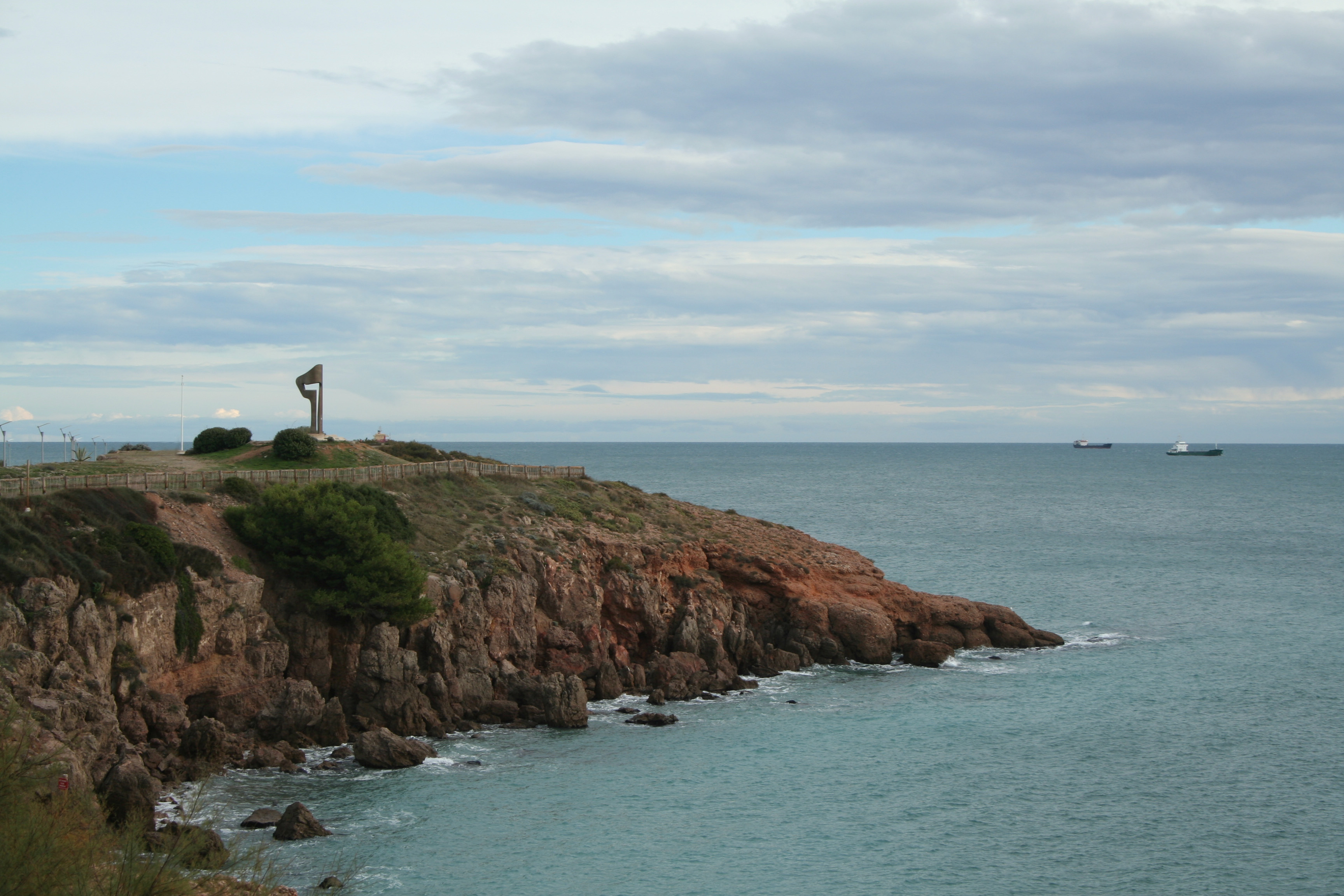
Sète

- Monument dédié aux martyrs de la résistance et de la déportation situé sur la Corniche maquis Jean-Pierre[10], à Sète dans l'Hérault. Sculpture métallique inoxydable érigée au lieu-dit Rose Roc, inaugurée le 13 septembre 1975[11]. Une plaque indique : Pierre Nicouleau / sculteur [sans 'p'] / JC Descoutiéras[12] / chaudronnier d'art[13]. Son surnom local est...le décapsuleur, mais en voici la définition par son auteur :« Ce regard ouvert verticalement dans cette forme déployée comme un pavillon, face à l'horizontale de la mer, sera un symbole d'espoir et de liberté défiant le temps et la tyrannie des hommes »

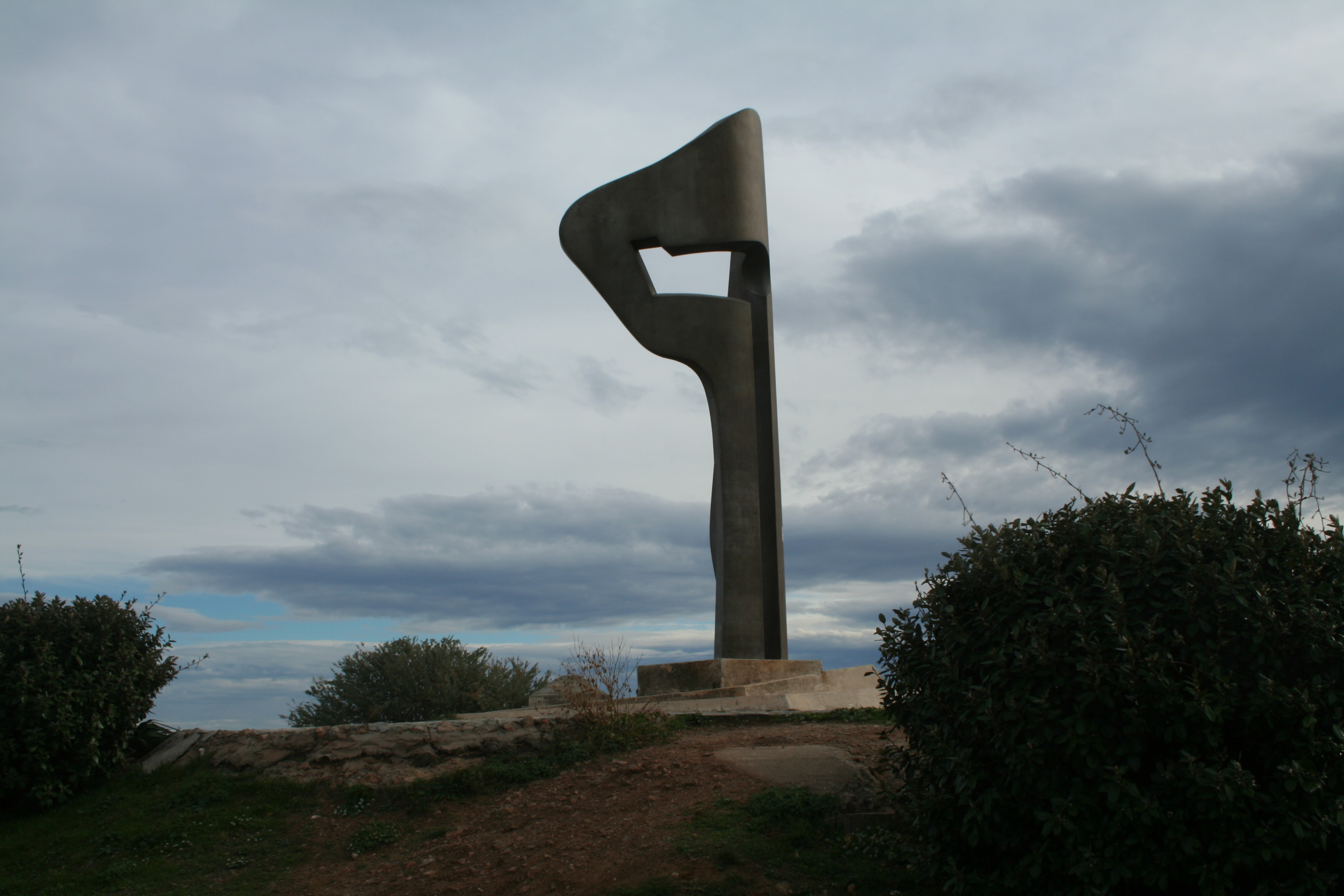
Sète

## Autres œuvres
- Réduction de 21 cm en bronze poli de la sculpture de l’École des Pupilles de l'Air à Montbonnot[14].
- Nombreuses sculptures dans le cadre du 1% : à Vannes (Morbihan) pour le CES mixte 900 "Saint-Exupéry" Z.U.P de Ménimur (26/06/1972), à Montpellier (Hérault) pour le CES n°1 ZUP "La Paillade" (05/03/1973), à Roquemaure (Gard) pour le CES 900 (28/02/1973), à Brunoy (Essonne) pour le CES 900 (12/06/1974), à Thiais (Val-de-Marne) pour le lycée d’État polyvalent (12/12/1974), à Brunoy (Essonne) pour le lycée 1324 "Talma" (23/09/1975), à Fougères (Ille-et-Vilaine) pour le CES "La Madeleine" (28/04/1975), à Brunoy (Essonne) pour le CES Louis Pasteur (12/01/1977), à Elbeuf (Seine-Maritime) pour le Lycée Technique "F. Buisson" (13/12/1978), à Montpellier (Hérault) pour le CES n°3 "Les Garrigues" ZUP "La Paillade" (20/09/1978), à Osny (Val-d'Oise) pour le CES 600 "La Bruyère" (24/10/1979) de la ville nouvelle de Cergy-Pontoise, etc.[15]
- Et, toujours dans le cadre du 1%, en complémentarité : à Thouars (Deux-Sèvres) pour le CES 900 + SES avec Jenny Saint-Mace (1978-1981), à Saumur-Terrefort (Maine-et-Loire) pour l’école nationale supérieure d'équitation avec Michel Darmon[16] et Christian Renonciat (1981-1984), à Roanne (Loire) pour la caserne Combes avec : Casadesus, Bouton, Fachard, Giroud, Guillaubey, Gunsett, Horch, Marquet, Neves, Parant, Stempfel, Verchère (1979-1981), à Toulouse-Pouvourville (Haute-Garonne) pour l'hôpital régional des armées avec : Bertrand, Bogratchew, Buchholtz, Bugnard, Coutelle, Dejonque, Delfino, Deverne, Dietrich-Mohr, Forgeois, Gianferrari, Greuzat, Loutre-Bissiere, Luyckx, Marquet, Mercier, Pages, Poncet, Seguineau, Tamaze-Kalandadze, Thibaut (1983), etc.[17]
- Les Trois horizons, sculpture en polyester armé du CES de Marck en Baroeul, entre 1971 et 1977[18].
- Calvaire fonte émaillée de 15 cm, 1973, Paris. "Le Christ en croix, entouré par les deux larrons, est éclairé par le rayonnement des émaux mauves et jaunes. Quelques éclats de rouge symbolisent le sang du Salut"[19].
- Fusion couple homme et cheval, bronze patiné de 20 par 20 cm, 1970[20].
- Rencontre cavalière, bronze patiné de 27,5 par 27 cm, 1969.